# Mare de Déu amb l'Infant adormit
La Mare de Déu amb l'Infant adormit (en italià: Madonna col Bambino dormiente) és una pintura al tremp de cola sobre llenç (43 × 32 cm) del pintor renaixentista italià Andrea Mantegna, l'obra està datada aproximadament entre el 1465 i el 1470 i conservada en la Gemäldegalerie de Berlín.

## Descripció
El tema de la «Mare Déu *amb l'Infant» va ser realitzat algunes vegades per Mantegna en el curs de la seva vida.
En aquest treball, destinat a la devoció privada, dona una interpretació particularment humana i íntima, subratllada per l'absència dels atributs divins. Maria abraça suaument l'infant adormit i l'ambient íntim de recollida està subratllat per la tendra abraçada amb les seves cares fregant-se -seguint la lliçó de Donatello-, i el mantell de brocat que s'expandeix per embolcallar tots dos personatges.
Els gests i les expressions són naturals, amb un disseny espacial sobre un fons fosc, que implica una sèrie de simplificacions, com la petita mida de les espatlles de Maria, per tal d'acomodar el ritme donat per la línia circular que va des del coll de la Verge a la mà que sosté dolçament el cap del seu fill.
La combinació de colors es redueix i la llum afecta, sobretot en alguns detalls, com ara la mà dreta de Maria, amb les ranures clares tan típiques de la producció de Mantegna, o el brillant pentinat de rínxols.